# Alfred Bucherer
Alfred Heinrich Bucherer (Köln, 9 de julho de 1863 — Bonn, 16 de abril de 1927) foi um físico alemão.
Conhecido por seus experimentos sobre a massa relativística. Foi o primeiro a usar o termo teoria da relatividade para a teoria de Albert Einstein da relatividade restrita.

## Publicações
- Bucherer, A. H. (1896). «Die Wirkung des Magnetismus auf die electromotorische Kraft». Annalen der Physik. 294 (7): 564–578. Bibcode:1896AnP...294..564B. doi:10.1002/andp.18962940710
- Bucherer, A. H. (1896). «Nachtrag zu: Die Wirkung des Magnetismus auf die electromotorische Kraft». Annalen der Physik. 295 (12): 735–741. Bibcode:1896AnP...295..735B. doi:10.1002/andp.18962951208

- Bucherer, A. H. (1897). «Berichtigung zu "Magnetismus und electromotorische Kraft"». Annalen der Physik. 297 (8). 807 páginas. Bibcode:1897AnP...297..807B. doi:10.1002/andp.18972970814

- Bucherer, A. H. (1898). «Ueber osmotischen Druck». Annalen der Physik. 300 (3): 549–554. Bibcode:1898AnP...300..549B. doi:10.1002/andp.18983000307

- Bucherer, A. H. (1900). «Zur Theorie der Thermoelektricität der Elektrolyte». Annalen der Physik. 308 (10): 204–209. Bibcode:1900AnP...308..204B. doi:10.1002/andp.19003081004

- Bucherer, A. H. (1902). «Ueber das Kraftfeld einer sich gleichförmig bewegenden Ladung». Annalen der Physik. 313 (6): 326–335. Bibcode:1902AnP...313..326B. doi:10.1002/andp.19023130606

- Bucherer, A. H. (1902). «Berichtigung». Annalen der Physik. 314 (9). 496 páginas. Bibcode:1902AnP...314..496B. doi:10.1002/andp.19023141015

- Bucherer, A. H. (1903). Elemente der Vektor-Analysis mit Beispielen aus der theoretischen Physik. Leipzig: Teubner

- Bucherer, A. H. (1903b). «Über den Einfluß der Erdbewegung auf die Intensität des Lichtes». Annalen der Physik. 316 (6): 270–283. Bibcode:1903AnP...316..270B. doi:10.1002/andp.19033160604

- Bucherer, A. H. (1904). Mathematische Einführung in die Elektronentheorie. Leipzig: Teubner

- Bucherer, A. H. (1905). «Das deformierte Elektron und die Theorie des Elektromagnetismus». Physikalische Zeitschrift. 6: 833–834

- Bucherer, A. H. (1906). «Ein Versuch, den Elektromagnetismus auf Grund der Relativbewegung darzustellen». Physikalische Zeitschrift. 7: 553–557

- Bucherer, A. H. (1907). «On a new Principle of Relativity in Electromagnetism». Philosophical Magazine. 13: 413–421

- Bucherer, A. H. (1907). «The Action of Uniform Electric and Magnetic Fields on Moving Electrons». Philosophical Magazine. 13. 721 páginas

- Bucherer, A. H. (1908). «Messungen an Becquerelstrahlen. Die experimentelle Bestätigung der Lorentz-Einsteinschen Theorie». Physikalische Zeitschrift. 9: 755–762

- Bucherer, A. H. (1908). «On the Principle of Relativity and on the Electromagnetic Mass of the Electron. A Reply to Mr. Cunningham». Philosophical Magazine. 15: 316–318

- Bucherer, A. H. (1909). «Die experimentelle Bestätigung des Relativitätsprinzips». Annalen der Physik. 333 (3): 513–536. Bibcode:1909AnP...333..513B. doi:10.1002/andp.19093330305

- Bucherer, A. H. (1909). «Nachtrag zu meiner Arbeit: "Bestätigung des Relativitätsprinzips"». Annalen der Physik. 334 (10). 1063 páginas. Bibcode:1909AnP...334.1063B. doi:10.1002/andp.19093341011

- Bucherer, A. H. (1909). «Antwort auf die Kritik des Hrn. E. Bestelmeyer bezüglich meiner experimentellen Bestätigung des Relativitätsprinzips». Annalen der Physik. 335 (15): 974–986. Bibcode:1909AnP...335..974B. doi:10.1002/andp.19093351506

- Bucherer, A. H. (1910). «Erwiderung auf die Bemerkungen des Hrn. A. Bestelmeyer». Annalen der Physik. 338 (14): 853–856. Bibcode:1910AnP...338..853B. doi:10.1002/andp.19103381414

- Bucherer, A. H. (1912). «Die neuesten Bestimmungen der spezifischen Ladung des Elektrons». Annalen der Physik. 342 (3): 597–598. Bibcode:1912AnP...342..597B. doi:10.1002/andp.19123420311

- Bucherer, A. H. (1922). «Gravitation und Quantentheorie». Annalen der Physik. 373 (9): 1–10. Bibcode:1922AnP...373....1B. doi:10.1002/andp.19223730902

- Bucherer, A. H. (1922). «Gravitation und Quantentheorie. II». Annalen der Physik. 373 (14): 545–550. Bibcode:1922AnP...373..545B. doi:10.1002/andp.19223731403

- Bucherer, A. H. (1924). «Die Rolle des Standorts in der Relativitätstheorie. Eine Antwort auf die Kritik des Hrn. A. Wenzl». Annalen der Physik. 378 (5-6): 397–402. Bibcode:1924AnP...378..397B. doi:10.1002/andp.19243780506

- Bucherer, A. H. (1924). «Berichtigung zur Arbeit "Die Rolle des Standorts in der Relativitätstheorie"». Annalen der Physik. 379 (9). 104 páginas. Bibcode:1924AnP...379..104B. doi:10.1002/andp.19243790906